# Мехтиев, Хасан Асланбекович
Хаса́н Асламбе́кович Мехти́ев (15 декабря 1906, селение Шунди, Терская область — 16 апреля 1994, Грозный) — советский государственный и партийный деятель, юрист, редактор, чеченский писатель и поэт.

## Биография
Мехтиев Хасан Асламбекович родился 15 декабря 1906 года в селении Шунди Галанчожского района Терской области в семье горца-бедняка.
С малых лет лишившись родителей, воспитывался у брата отца Садо Итаровича Мехтиева, который в то время работал сторожем двухклассной школы, находившейся в крепости Назрань, Назрановского района Терской области. Будучи там, был отдан в школу в 1913 году, где проучился по 1917 год.
После Великой Октябрьской социалистической революции школа была временно закрыта. После окончания гражданской войны, в 1921 году школа была открыта Советской Властью в виде интерната, где мальчик был принят на воспитание. В 1923 году вступил в комсомол и в том же году после окончания школы (вместе с другими товарищами: известный ингушский поэт Муталиев, Хаджи-Бекир Шовхалович, Мальсагов Николай, Костоев Абубакар, Богатырев Магомет) был направлен на дальнейшую учёбу в город Владикавказ в Ингушский областной педагогический техникум. В 1925 году Ингушский областной комитет ВКП (б) набирал из числа комсомольцев товарищей для посылки на учёбу в Москву в Коммунистический университет трудящихся Востока имени И. В. Сталина, в котором проучился с 1925 года и окончил в 1930 году.
В 1927 году был принят в кандидаты ВКП(б) в Ингушский областной комитет партии. В члены партии был принят в феврале 1930 года в Московской Красно-Пресненской районной парторганизации.
После окончания университета в 1930 году был направлен вместе с товарищами Мамакаевым Магометом, Джабраиловым Яраги и др. — в распоряжение Центрального Комитета ВКП(б), откуда их направили в Ростов в распоряжение Северо-Кавказского Краевого комитета ВКП(б).
При распределений из Ростова Хасана направили в Грозный в распоряжение Чеченского Обкома ВКП(б), где по прибытии был принят на работу инструктором Облисполкома, на должности которого находился до начала 1931 года.
В 1931 году был утвержден ответственным редактором газеты «Серло», органа Обкома ВКП(б) Облисполкома и Совета профессиональных Союзов, которая по предложению Хасана была переименована в «Ленинский путь». Был избран членом Обкома ВКП(б) и кандидатом в члены бюро Обкома ВКП (б), членом облисполкома, членом Президиума Облисполкома.
В конце 1934 года был назначен первым секретарем Грозненского городского районного комитета ВКП(б).
С этой должности в начале 1935 года был назначен прокурором Чеченской области, а потом стал прокурором Чечено-Ингушской области и в 1936 году стал первым прокурором Чечено-Ингушской АССР. За все это время находился в составе бюро Обкома ВКП(б), членом Облисполкома, избирался делегатом краевых партийных конференций.
В период работы после учёбы был периодом организации колхозов на базе сплошной ликвидации кулачества, периодом индустриализации страны. Хасан принимал активное участие во всех мероприятиях Центрального Комитета ВКП(б) в этих областях.
В 1938 году был репрессирован. В 1941 году был освобожден, а в последующие годы полностью реабилитирован. С 1941 по 1956 годы находился на различных хозяйственных, юридических и воспитательных работах. С 1957 по 1963 годы работал в органах прокуратуры — один год прокурором Советского района, остальное время — первым заместителем прокурора Республики. В 1963 году, будучи старшим советником юстиции, решением бюро Обкома был направлен на работу редактором газеты «Ленинский путь», где проработал до сентября 1971 года, после чего ушёл на пенсию.
За время работы редактором избирался все время членом бюро Областного комитета КПСС, был членом бюро обкома по сельскому хозяйству, неоднократно избирался депутатом Грозненского городского совета.